# César Domboy
César Domboy, né le 10 mars 1990 en France, est un acteur français.
Il est principalement connu pour son rôle de Fergus Fraser dans la série Outlander, d'après les romans de Diana Gabaldon, et pour la mini-série Résistance.

## Filmographie

### Cinéma
- 2004 : La confiance règne d'Étienne Chatiliez : Benjamin Finkel
- 2006 : Les Aiguilles rouges de Jean-François Davy : Guy
- 2008 : 15 ans et demi ou Ma fille a 14 ans de François Desagnat et Thomas Sorriaux : Achille
- 2010 : La Princesse de Montpensier de Bertrand Tavernier : le Duc de Mayenne
- 2011 : Sur le départ de Michaël Dacheux : Piano
- 2013 : Les Lendemains de Bénédicte Pagnot : Thibault
- 2013 : Baby Balloon de Stefan Liberski : Vince
- 2014 : Week-ends d'Anne Villacèque : Julien
- 2015 : The Walk : Rêver plus haut de Robert Zemeckis
- 2016 : Un homme à la hauteur de Laurent Tirard : Benji
- 2017 : Un sac de billes de Christian Duguay : Henri Joffo
- 2021 : Eugénie Grandet de Marc Dugain : Charles Grandet
- 2021 : Le Bal des folles de Mélanie Laurent : Ernest
- 2022 : Sous emprise (No limit) de David M Rosenthal : Tom
- 2023 : Bonnard, Pierre et Marthe, de Martin Provost : Charles Terrasse

### Télévision

#### Téléfilms
- 2005 : Allons petits enfants de Thierry Binisti : Pierrot
- 2011 : E-Love d'Anne Villacèque : Aurélien

#### Séries télévisées
- 2007 : Où es-tu ? : Hugo (saison 1, épisodes 3 et 4)
- 2007 : Le Clan Pasquier : Ferdinand (saison 1, épisode 1 : Un si bel héritage)
- 2009 : Écrire pour un chanteur : Nathan (saison 1, épisode 1 : Les Astres noirs)
- 2011 : Famille d'accueil : Stan
- 2013 : En passant pécho : le maton (saison 1, épisode 3 : Carotte cellule)
- 2013 : Borgia : Guy de Laval (saison 2, épisodes 1, 2, 7 et 8)
- 2014 : Résistance : René, « le Gosse »
- depuis 2017 : Outlander : Claude (ou Claudel) « Fergus » Fraser, adulte
- 2022 : SAS: Rogue Heroes : Augustin Jordan
- 2024 : Culte : Raphaël Dumas